# Strecke (Einheit)
Die Strecke war ein deutsches Flächenmaß im Straßenbau. Bestimmt wurde damit die Größe von Pflasterflächen durch eine Fläche von 6 Ruten oder 72 Fuß in der Länge und ½ Rute oder 6 Fuß in der Breite. Die zu Grunde liegenden Ruten sind die Rheinländischen.
- 1 Strecke = 3 Quadratruten (=14,185 Quadratmeter) = etwa 42,56 Quadratmeter